# Близнюк Олександра Вікторівна
Близнюк Олександра Вікторівна (03 лютого 2008, с. Вищеольчедаїв, Вінницька область) — українська волонтерка, відома зборами коштів для потреб ЗСУ за допомогою співів у різних містах України. Переможниця національного конкурсу «Благодійна Україна – 2024» у номінації «Добро починається з тебе».

## Життєпис
Народилася Олександра 3 лютого 2008 року в селі Вищеольчедаїв у родині Валентини та Віктора Близнюків. Навчалася в Мурованокуриловецькому ліцеї №1. Також навчалася у музичній школі по класу фортепіано. Вокалом займалася в Будинку творчості.
Розпочала свою волонтерську діяльність із вересня 2022 року: тоді Олександра провела свій перший благодійний виступ, який відбувся у селищі Муровані Курилівці, де зібрала 11 тисяч гривень. На них закупили чоботи для захисників. У 2022-2023 роках вона провела 66 благодійних заходів і під час яких зібрала понад 350 тисяч гривень на потреби української армії.
У квітні 2023 року стала однією з 15 стипендіатів щорічного конкурсу гурту “ТІК” і отримала сім тисяч гривень грошової винагороди на придбання музичної колонки. Він був реалізований у межах проєкту «Екстрена підтримка фондів громад» у рамках Угоди між Фондом Ч.С. МОТТА та ГО «Ініціативний центр сприяння активності та розвитку громадського почину Isar Ednannia».
У підсумку об’їздила не лише міста 
Вінниччини, а й сусідньої Хмельниччини, також Чернівецьку та Івано-Франківську області.
У січні 2025 року відвідала Коломию, де взяла участь у благодійній акції “Коляда для Едельвейсів” - тоді зібрала 40 тис. гривень на потреби 10-ї гірсько-штурмової бригади. Наприкінці січня разом із Ніколь Фадійчук та Олександрою Кремінською зібрала дрони для потреб Збройних сил.
У червні 2025 року стала переможницею національного конкурсу «Благодійна Україна – 2024» у номінації «Добро починається з тебе». У липні здобула ще одну перемогу на конкурсі «Благодійна Вінниччина – 2024» у номінації «Добро починається з тебе».